# Augustinas Voldemaras
Augustinas Voldemaras (Dysna, 16 aprile 1883 – Mosca, 16 maggio 1942) è stato un politico lituano.

## Biografia
Nazionalista, ha servito come primo Primo Ministro della Lituania nel 1918, e nuovamente dal 1926 al 1929. Nel 1927 costituì un partito fascista, il Geležinis vilkas, dopodiché nel 1929 fu estromesso dal potere dal suo ex compagno di partito, il presidente della Repubblica Antanas Smetona. Nel 1934 tentò un colpo di Stato contro questi, ma fu stroncato. Nel 1938 andò in esilio in Italia.
Nel 1940, dopo che il suo paese era stato invaso dall'Unione Sovietica e annesso all'URSS, fece ritorno in patria: non sono conosciuti i motivi di questo rientro, ma alcuni speculano sul fatto che egli possa essere diventato un informatore del Narodnyj komissariat vnutrennich del. In ogni caso venne arrestato dai bolscevichi e morì in carcere a Mosca.